# آلبرت کلوگ
آلبرت کلوگ (انگلیسی: Albert Clough؛ 1901 – ۱ ژانویه ۱۹۵۷ (aged 56)) بازیکن فوتبال اهل بریتانیا بود.
از باشگاه‌هایی که در آن بازی کرده‌است می‌توان به باشگاه فوتبال بلکبرن روورز و باشگاه فوتبال بلکپول اشاره کرد.